# Prix Ars Fennica
Le prix Ars Fennica (finnois : Ars Fennica -palkinto) est un prix artistique décerné en Finlande depuis 1991. 

## Présentation
Le prix est décerné par la Fondation artistique Ars Fennica de Henna et Pertti Niemistö.
Le prix d'art Ars Fennica est décerné chaque année à un artiste en reconnaissance de sa production artistique. Le prix est de 40 000 euros.

## Lauréats
Les lauréats du prix sont:
| Année | Lauréat                            |
| ----- | ---------------------------------- |
| 1991  | Maaria Wirkkala                    |
| 1992  | Johan Scott                        |
| 1993  | Per Kirkeby                        |
| 1994  | Olegs Tillbergs                    |
| 1995  | non décerné                        |
| 1996  | Silja Rantanen                     |
| 1997  | Pauno Pohjolainen                  |
| 1998  | Peter Frie                         |
| 1999  | Markus Copper                      |
| 2000  | Hreinn Fridfinnsson                |
| 2001  | Heli Hiltunen                      |
| 2002  | Heli Rekula                        |
| 2003  | Anu Tuominen                       |
| 2004  | Kimmo Schroderus                   |
| 2005  | Roi Vaara                          |
| 2006  | Ilkka Juhani Takalo-Eskola         |
| 2007  | Markus Kåhre                       |
| 2008  | Mark Raidpere                      |
| 2009  | Jussi Kivi                         |
| 2010  | Charles Sandison                   |
| 2011  | Anssi Kasitonni                    |
| 2012  | non décerné                        |
| 2013  | Jeppe Hein                         |
| 2014  | Tellervo Kalleinen & Oliver Kochta |
| 2015  | Mika Taanila                       |
| 2017  | Kari Vehosalo                      |